# Nam vương Toàn cầu 2015
Nam vương Toàn cầu 2015 là cuộc thi Nam vương Toàn cầu lần thứ hai được tổ chức tại Băng Cốc, Thái Lan vào ngày 7 tháng 3 năm 2015. Nguyễn Văn Sơn đến từ Việt Nam đăng quang ngôi vị Mister Global.

## Kết quả
| Thứ hạng                   | Thứ hạng | Thứ hạng | Thứ hạng |
| Hạng                       | Thí sinh |          |          |
| -------------------------- | --- | -------- | -------- |
| Mister Global 2015         | - Việt Nam - Nguyễn Văn Sơn |          |          |
| Á vương 1                  | - Venezuela - Yuber Jimenez |          |          |
| Á vương 2                  | - Thái Lan - Apiwit Kunadireck |          |          |
| Á vương 3                  | - Brasil - Diogo Bernardes |          |          |
| Á vương 4                  | - Pháp - Bryan Weber |          |          |
| Top 8                      | - Puerto Rico - José López - Séc - Jakub Smirak - Sri Lanka - Madura Priyadarshana Peiris                                                                        |          |          |
| Top 13                     | - Chile - Cristóbal Andrés Álvarez - Malaysia - Tuan Mohd Faiz - Myanmar - Min Lu Lu - Perú - Bruno Giovanni Esteban Yañez Zelada - Philippines - Joseph Doruelo |          |          |
| Giải thưởng đặc biệt       | |          |          |
| Giải thưởng                | Thí sinh |          |          |
| Mister Congeniality        | - Pháp - Bryan Weber |          |          |
| Mister Photogenic          | - Séc - Jakub Smirak |          |          |
| Best National Costume      | - Thái Lan - Apiwit Kunadireck |          |          |
| Mister Internet Popularity | - Việt Nam - Nguyễn Văn Sơn |          |          |
| Mister Physique            | - Puerto Rico - José López |          |          |
| Best Talent                | - Indonesia - Fajar Alamsyah Akbar |          |          |
| Best Model                 | - Hàn Quốc - Yun The-ho |          |          |

## Các thí sinh
21 thí sinh dự thi.
| Quốc gia/vùng lãnh thổ | Thí sinh                            |
| ---------------------- | ----------------------------------- |
| Ấn Độ                  | Sandeep Kuma                        |
| Brasil                 | Diogo Bernardes                     |
| Campuchia              | Touch Kosal                         |
| Chile                  | Cristóbal Andrés Álvarez            |
| Hàn Quốc               | Yun The-ho                          |
| Indonesia              | Fajar Alamsyah Akbar                |
| Latvia                 | Guntars Logins                      |
| Liban                  | Mohammad Akl                        |
| Malaysia               | Tuan Mohd Faiz                      |
| Myanmar                | Min Lu Lu                           |
| Perú                   | Bruno Giovanni Esteban Yañez Zelada |
| Pháp                   | Bryan Weber                         |
| Philippines            | Joseph Doruelo                      |
| Puerto Rico            | José López                          |
| Séc                    | Jakub Smirak                        |
| Singapore              | Ice Asher Chew                      |
| Sri Lanka              | Madura Priyadarshana Peiris         |
| Thái Lan               | Apiwit Kunadireck                   |
| Úc                     | Get Pavlic                          |
| Venezuela              | Yuber Jimenez                       |
| Việt Nam               | Nguyễn Văn Sơn                      |